# 郑俊元
郑俊元（韓語：정준원；2004年7月26日—）是韩国一名演员。2009年因参演《妻子回来了》而以儿童演员身份出道，后出演多部影视作品。2017年，郑俊元因饰演《爸爸好奇怪》中的罗民河而获得当年KBS演技大奖“青少年表演奖”。2020年因参演大热电视剧《夫妻的世界》而在亚洲地区获得知名度，但很快又因未成年人吸烟及喝酒问题而引发争议。

## 出演作品

### 电影
| 公映年份 | 电影名             | 发行公司                 | 角色名         |
| -------- | ------------------ | ------------------------ | -------------- |
| 2019年   | 《请寻找我》       | 韩国华纳兄弟             | 俊范           |
| 2018年   | 《七年之夜》       | 希杰娱乐                 | 崔贤洙（少年） |
| 2017年   | 《苌山虎》         | Next Entertainment World | 顺子哥哥配音   |
| 2017年   | 《老幺》           | 韩国迪士尼电影公司       | 吴乐           |
| 2016年   | 《第二次20岁》     | 小大影业                 | 韩光           |
| 2016年   | 《想念哥哥》       | Next Entertainment World | 东久           |
| 2015年   | 《意外来客》       | 希杰娱乐                 | 哲秀           |
| 2015年   | 《恶意编年史》     | 希杰娱乐                 | 崔敏浩         |
| 2013年   | 《辩护人》         | Next Entertainment World | 健宇           |
| 2013年   | 《捉迷藏》         | Next Entertainment World | 白浩世         |
| 2013年   | 《美娜的文具店》   | 乐天娱乐                 | 胜哲           |
| 2013年   | 《南方大作战》     | 乐天娱乐                 | 智浩           |
| 2012年   | 《领跑人》         | 乐天娱乐                 | 朱圣镐（童年） |
| 2012年   | 《后宫：帝王之妾》 | 乐天娱乐                 | 王子配音       |

### 电视剧
| 播出年份 | 电视剧名                   | 首播频道  | 角色名         |
| -------- | -------------------------- | --------- | -------------- |
| 2020年   | 《夫妻的世界》             | JTBC      | 车海江         |
| 2019年   | 《伟大的Show》             | tvN       | 韩卓           |
| 2019年   | 《今天，你好》             | KBS2      |                |
| 2018年   | 《百日的郎君》             | tvN       | 无烟（少年）   |
| 2017年   | 《超完美秘书》             | KBS2      | 朴乾宇         |
| 2017年   | 《地狱使者》               | OCN       | 张贤秀         |
| 2017年   | 《犯罪心理》               | tvN       | 金振宇         |
| 2017年   | 《救救我》                 | OCN       | 正久           |
| 2017年   | 《Circle：相连的两个世界》 | tvN       | 李东秀         |
| 2017年   | 《爸爸好奇怪》             | KBS2      | 罗民河         |
| 2017年   | 《Voice》                  | OCN       | 黄京日（童年） |
| 2017年   | 《师任堂，光的日记》       | SBS       | 李见龙         |
| 2016年   | 《大发》                   | SBS       |                |
| 2015年   | 《Healer》                 | KBS       |                |
| 2014年   | 《宝美的房间》             | KBS2      | 秀彻           |
| 2013年   | 《马铃薯星2013QR3》        | tvN       | 金圭浩         |
| 2013年   | 《秘密人生》               | MBC       | 金满福（童年） |
| 2013年   | 《九家之书》               | MBC       | 崔江置（童年） |
| 2012年   | 《大风水》                 | SBS       |                |
| 2012年   | 《神的测验3》              | OCN       | 裕林           |
| 2012年   | 《再见，老婆》             | Channel A |                |
| 2011年   | 《加油！欧巴桑》           | SBS       |                |
| 2011年   | 《城市猎人》               | SBS       | 道镇           |

## 个人生活
郑俊元小学曾就读于金海新明小学，后转学至城低小学，最后在朱生小学毕业。他初中则就读于云阳初级中学，目前已经毕业。

## 争议
郑俊元在2020年出演了热播电视剧《夫妻的世界》。而在该剧播出期间，郑俊元被人发现他在自己的脸书上张贴斟满酒的酒杯、啤酒罐和香烟的照片，同时他寻求购买电子烟的发言也被同步张贴到了Instagram。由于郑俊元是未成年人，有关他抽烟喝酒的消息顿时在韩国引发了极大的争议。反对他的人开始给《夫妻的世界》剧组发出抗议，要求制片方撤掉郑俊元。作为回应，剧组表示，“在接下来播出的第15集和第16集中，他（郑俊元）没有戏份。”
郑俊元所属的经纪公司达因娱乐就此事发表新闻通稿，表示“由于敝司疏于对旗下艺人的管理而导致此事发生，敝司深表歉意。敝司将在日后加强对艺人的管理工作，避免此类事件再度发生；同时敝司也将尽最大努力预防类似事件发生，并努力改善对郑俊元的善后工作。” 与此同时，郑俊元的相关社交媒体账号也全部转为私密属性。

## 得獎紀錄
| 年份   | 頒獎典禮    | 獎項         | 作品           | 结果 | 备注  |
| ------ | ----------- | ------------ | -------------- | ---- | ----- |
| 2017年 | KBS演技大奖 | 青少年表演奖 | 《爸爸好奇怪》 | 獲獎 | [ 1 ] |